# ROV Arthur

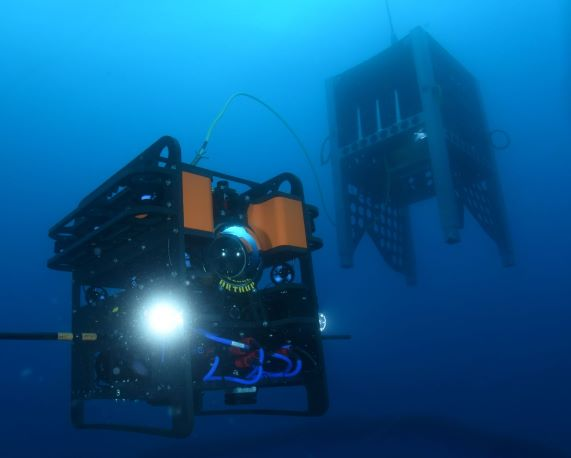
Le ROV Arthur sortant de son garage. Crédit : V. Creuze & D. Dégez, DRASSM-LIRMM.

Le robot sous-marin Arthur est un prototype de robot sous-marin téléopéré (de type ROV - Remotely Operated Vehicle) spécialisé en archéologie sous-marine et pouvant plonger jusqu'à 2500 mètres de profondeur,. C'est un prototype non-commercial conçu par le Laboratoire d'Informatique de Robotique et de Microélectronique de Montpellier (CNRS, université de Montpellier), qui équipe le navire d'exploration archéologique Alfred Merlin du DRASSM (Ministère de la Culture) depuis son lancement en 2021,, et qui permet d'expertiser les épaves et de réaliser des prélèvements.

## Caractéristiques techniques
Le ROV Arthur pèse environ 100 kg. Il dispose d'un éclairage LED très puissant, associé à des caméras UHD (4K) qui lui permettent d'effectuer des films ou des photogrammétries des sites archéologiques immergées,.
Il est aussi équipé d'un sonar d'imagerie et d'outils spécialisés (griffes, aspirateurs, souffleurs, panier) permettant de prélever sans dommage des objets archéologiques,.
Une cage lui sert de garage sous-marin et l'emporte jusqu'au fond, suspendue par un ombilical en acier relié au navire, permettant aussi d’alimenter le robot en électricité et de le piloter depuis une salle de contrôle dédiée,. L'ombilical lui confère une autonomie illimitée et permet de descendre le robot jusqu'à 2500 mètres de profondeur.

## Missions

### Corse et Côte d'Azur - 2022
Le robot a été utilisé pour plusieurs missions en Corse,, ainsi que pour accompagner le premier robot humanoïde sous-marin, Ocean One, lors de plongées jusqu'à 850 mètres de profondeur en mer Méditerranée en 2022,.

### Italie - Canal de Sicile - épaves romaines - 2022
A bord de l'Alfred Merlin, le robot Arthur a accompli une mission archéologique dans le canal de Sicile durant l'été 2022. Cette mission, coordonnée par l'UNESCO dans le cadre de la Convention de 2001 sur la protection du patrimoine culturel subaquatique, réunissait l'Algérie, la Croatie, l'Égypte, l'Espagne, la France, l'Italie, le Maroc, et la Tunisie pour explorer et documenter trois épaves romaines découvertes par les expéditions américaines Ballard-McCann dans les années 1990,. Durant ses plongées jusqu'à 850 mètres, le robot a collecté des photos et des vidéos qui ont permis une étude plus approfondie de ces épaves et la découverte de nouveaux éléments substantiels,,,.

### Toulon (Var) - épave de laLune- 2022
En novembre 2022, le ROV Arthur a participé à une campagne archéologique sur l'épave de la Lune, au large de Toulon, par 90 mètres de profondeur,,. Il a participé au prélèvement d'objets sur le site avec le ROV Basile.

### Italie - épave Cap Corse 2, entre le Cap Corse et l'île de Capraia - 2023
Le navire Alfred Merlin a déployé le ROV Arthur et le ROV Hilarion sur une épave nommée Cap Corse 2 et située entre le Cap Corse et l'île de Capraia, pour une mission d'archéologie et de biologie sous-marine en juillet 2023, sous la direction de la Soprintendenza Nazionale per il Patrimonio Culturale Subacqueo, en collaboration avec le parc naturel marin du Cap Corse et de l'Agriate,,. Le robot a collecté des objets ornés en verre, datés entre le Ier et le IIe siècle apr. J.-C., qui seront restaurés à Tarente en Italie,.

### Corse - épave Macinaggio 1, épave Capo Sagro 1, épave Capo Sagro 2 et épave duBonaparte- 2024
Au large de la Corse, à bord de l'Alfred Merlin, le DRASSM et le Parc naturel marin Cap Corse et Agriate ont mené une mission d'exploration sous-marine de trois semaines, qui s'est achevée le 9 juillet 2024. Cette mission, qui concernait à la fois l'archéologie et la biologie marine, a vu le déploiement des ROV Hilarion et Arthur sur quatre sites archéologiques profonds : Macinaggio 1, Capo Sagro 1, Capo Sagro 2 et épave du Bonaparte (navire reposant à 400 mètres de profondeur, coulé accidentellement en 1847 par collision avec le Comte-de-Paris). Le travail des robots a été complété par des carottages effectués depuis le navire. 